# Крымский вестник
Крымский вестник - политическая, общественная и литературная газета Российской империи, издававшаяся в Севастополе с 1888 по 1920 год.

## История

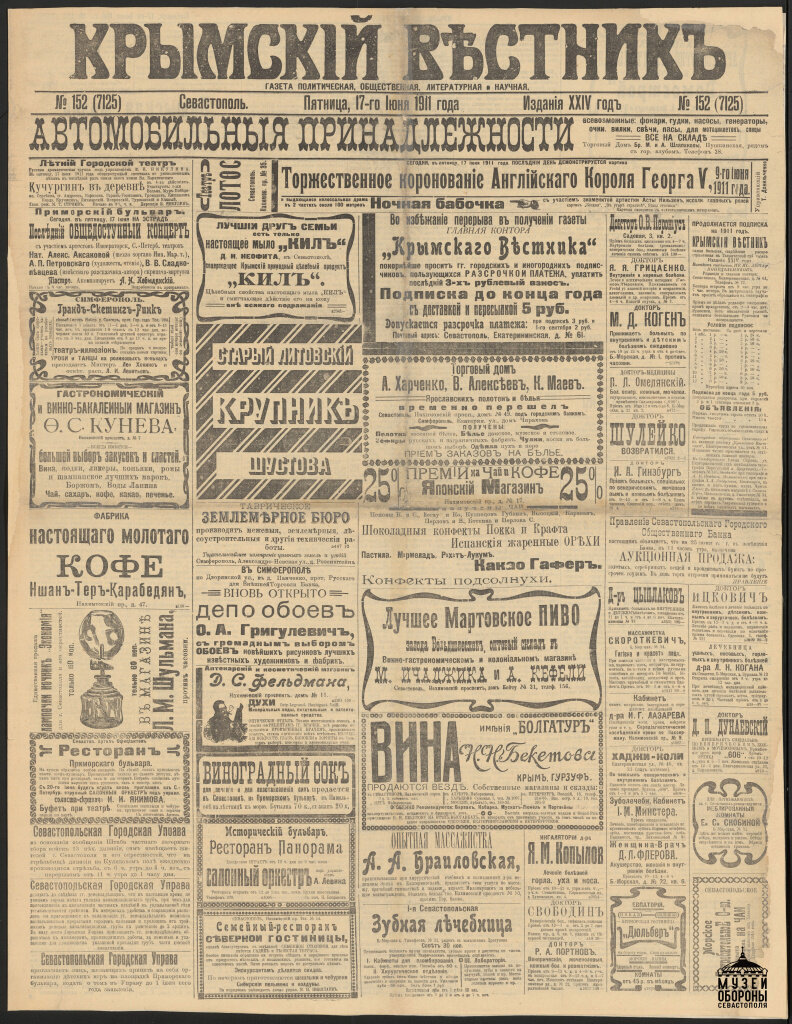
Номер от 17 июня 1911 года

Сын симферопольского печатника Михеля Спиро, Сергей Михелевич Спиро уже имел опыт редактирования газеты «Таврида» в 1880—1883 годах. В 1888 году он с компаньонами стал основателем и редактором ежедневной политической, общественной и литературной газеты «Крымский вестник». 16 (28) февраля 1888 года вышел первый номер. Главной задачей издатели задекларировали «служение интересам и нуждам нашего юга»,  предполагалось «следить за явлениями государственной и общественной жизни всего нашего Отечества и знакомить читателей с событиями заграничной жизни». В газете публиковались приказы Севастопольского градоначальника, протоколы заседаний Севастопольской городской думы и объявления городской управы, общероссийские и заграничные новости, севастопольские новости, корреспонденции из городов Таврической губернии, литературные очерки, фельетоны, большое место отводилось рекламе. Годовая подписка на газету на 1889 год стоила 7 рублей без пересылки и доставки, 8 рублей – с доставкой и пересылкой, в розницу номера газеты стоили 5 копеек. С 1890 года газета печаталась в собственной типографии, располагавшейся в доме Спиро по улице Екатерининской, 63 (ныне — улица Ленина). В 1897 и 1898 году, 11 февраля — 22 апреля был перерыв в издании из-за проблем с цензурой, взамен выходил «Листок правительственных распоряжений, телеграмм и объявлений». С 1905 года определена как «Политическая, общественная и научная газета». Вследствие забастовки наборщиков 16-19 ноября 1905 года газета не выходила, а 20 ноября вышла лишь на 2 полосах. 14 февраля 1918 на № 23 (9305) при власти ССР Тавриды издание прекратилось, возобновлялось при власти белых. Последний номер газеты вышел 3 ноября 1920 года незадолго до Крымской эвакуации.
Постоянные рубрики: Вести и слухи, Между прочим (фельетоны), Наша печать, Телеграммы, Хроника, Театр и музыка, Корреспонденции, Судебная хроника, Справочный отдел и др. Газета имела постоянных корреспондентов в Бердянске, Евпатории, Керчи, Мелитополе, Николаеве, Симферополе, Феодосии, Ялте и в других пунктах Крыма. Формат издания: 60 см, на 4 страницах. Адрес редакции: Севастополь, ул. Екатерининская, дом 17 (в 1910-е гг. дом 41).
В настоящее время неполные подшивки газеты хранятся в собраниях РГБ, РНБ и ГПИБ. В электронной библиотеке ГПИБ имеются сканированные номера за 1916 и 1917 год.

## Издатели и редакторы
Издатели:
- с 1888 года Н. Л. Пшерадский,

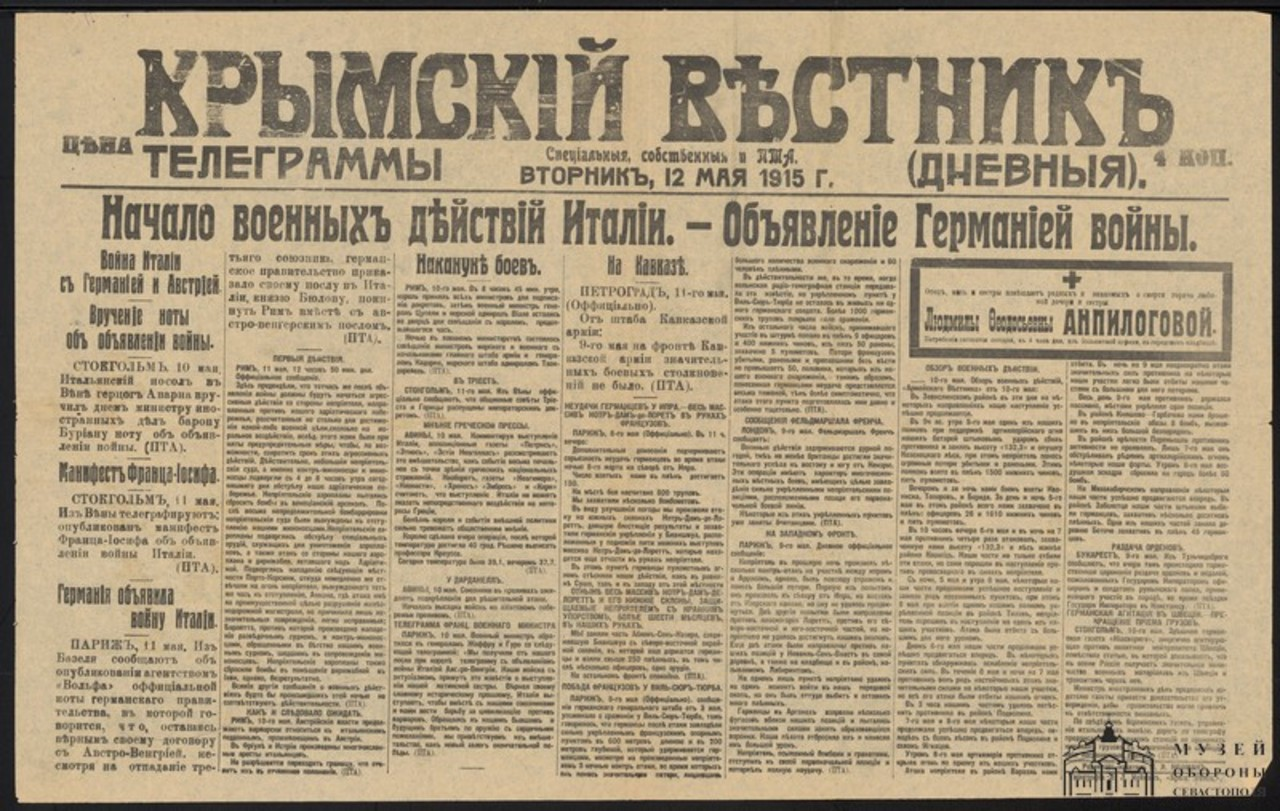
Крымский вестник, экстренное прибавление от 12 мая 1915

- с 1990 С. М. Спиро; граф В. Люксембург
- с № 82 1907 года Н. Н. Андреев;
- с № 155 И. Л. Нейман[4].

Редакторы:
- с 1888 года С. М. Спиро;
- с № 82 1907 Н. Н. Андреев и И. Я. Огуз;
- с № 111 Н. Н. Андреев;
- с № 155 И. Л. Нейман;
- № 105—217 1911 Ц. Д. Нейман;
- с № 148 1914 А. Н. Кондури;
- с № 197 И. Л. Нейман;
- с № 160 1915 Е. В. Нестеренко;
- с № 326 И. Л. Нейман[4].